# Maja e Ershellit
Maja e Ershellit är en bergstopp i Albanien. Den ligger i den norra delen av landet, 110 km norr om huvudstaden Tirana. Toppen på Maja e Ershellit är 2 065 meter över havet, eller 60 meter över den omgivande terrängen. Bredden vid basen är 0,07 km.
Terrängen runt Maja e Ershellit är varierad.   Runt Maja e Ershellit är det ganska glesbefolkat, med 26 invånare per kvadratkilometer.. 
Omgivningarna runt Maja e Ershellit är en mosaik av jordbruksmark och naturlig växtlighet.